# عبدالرحیم الحاج محمد
عبدالرحیم الحاج محمد آل سیف (۱۸۹۲ – ۲۷ مارس ۱۹۳۹) نظامی و انقلابی فلسطینی بود. اولین اقدامات مقاومت حاج محمد در برابر قیمومیت بریتانیا هم‌زمان شد با تلاش‌های عزالدین قسام برای افزایش آگاهی نسبت به آنچه خطر استعمار و گسترش صهیونیسیم در فلسطین می‌دانستند. مدت کوتاهی پس از کشته شدن القسام در سال ۱۹۳۵، او از جمله کسانی بود که برای مقاومت در برابر بریتانیایی‌ها ابتکار عمل را در دست گرفت. او یکی از رهبران انقلاب ۱۹۳۶–۱۹۳۹ و بیش از یک سال فرمانده کل آن بود. تلاش‌های اولیه او بر ایجاد گروه‌های نظامی متمرکز بود که به مقرهای نظامی بریتانیا، منافع اقتصادی و مستعمرات یهودیان حمله می‌کردند. عبدالرحیم الحاج محمود در طول مقاومت خود بین شمال کرانهٔ باختری و دمشق به دنبال کمک، حمایت مالی و تجهیزات دررفت و آمد بود، جایی که کمیتهٔ مرکزی انقلاب او، رهبران جنبش ملی فلسطین و رهبری سیاسی در آن مستقر بودند. در اوایل سال ۱۹۳۸ از دمشق به عنوان فرمانده کل انقلاب انتخاب شد. او تا بازگشت به فلسطین در مارس ۱۹۳۹ در آنجا ماند. به زودی خبر ورود او به روستای صانور در جنوب شهر جنین منتشر شد و نیروهای بریتانیا آنجا را محاصره کردند. او در طی نبرد مجروح شد، سپس او را در ۲۷ مارس ۱۹۳۹ کشتند.

## زندگی و پیشه
عبدالرحیم الحاج محمد آل سیف در سال ۱۸۹۲ در روستای ذنابه شمال شرق شهر طولکرم، سنجق نابلس، ولایت بیروت، امپراتوری عثمانی، به دنیا آمد. در زادگاهش در خانواده ای بازرگان بزرگ شد. پدرش یک فروشگاه غلات داشت. او به تحصیل در کُتّاب (مکاتب) پرداخت، سپس در دوران عثمانی در یک مدرسه دولتی در روستای خود ثبت نام کرد. سپس کمیتهٔ دولتی عثمانی او را برای ثبت نام در مدرسهٔ نظامی در بیروت انتخاب کرد، پیش از پیوستن به ارتش عثمانی در سال ۱۹۱۲. سپس در پایان جنگ جهانی اول در سال ۱۹۱۸ به روستای خود بازگشت و به لبنان اعزام شد و در آنجا آموزش نظامی خود را در دانشکدهٔ نظامی در بیروت گذراند. وی دوران سربازی خود را در سال‌های جنگ جهانی اول در شهرهای طرابلس و بیروت گذراند. پس از پایان جنگ به روستای خود بازگشت و در شهر طولکرم به کشاورزی و تجارت پرداخت.
در آن زمان فلسطین به دلیل قیمومت بریتاینا و اسکان یهودیان دوران مهمی را پشت سر می‌گذاشت. او با پیروی از عزالدین قسام شروع به دعوت به جهاد علیه آنانی که دشمنان ملت عرب می‌نامید، کرد: استعمارگران انگلیسی و شهرک‌نشینان صهیونیست. به تشریح برنامه‌ها، پروژه‌ها و اهداف آنها پرداخت. او مخفیانه کمک‌های مالی جمع‌آوری می‌کرد، مبارزین را سازماندهی و آموزش می‌داد و از تجربیات نظامی قبلی خود استفاده می‌کرد. پس از اعلام اعتصاب عمومی بزرگ در آوریل ۱۹۳۶، او رهبری گروهی از انقلابیون را برعهده گرفت که چندین حمله به بریتانیایی‌ها و شهرک‌نشینان صهیونیستی انجام دادند.
مقامات قیمومت بریتانیا او را تعقیب کردند، مجبور شد خانه و خانواده خود را ترک کند و به کارهای مخفیانه انقلابی روی آورد و شروع به تشدید عملیات انقلابی کرد. او سپس در نبرد نور شمس علناً پدیدار شد و اولین و بزرگ‌ترین نبرد سازماندهی‌شده توسط انقلابیون فلسطینی علیه نیروهای اشغالگر بریتانیا و شهرک‌نشینان صهیونیست در ۲۲ ژوئیه ۱۹۳۶ را فرماندهی کرد. حملات و عملیات مقاومت به رهبری الحاج محمد ادامه یافت و در مقابل نیروهای اشغالگر به موفقیت رسید و برخی راه‌های مواصلاتی و تأسیسات نظامی آنها را ویران کرد. بدین ترتیب بر شهرت او افزوده شد و دایرهٔ فعالیتش گسترش یافت.
در ۲۵ اوت ۱۹۳۶ فوزی القاوقجی برای رهبری انقلاب وارد فلسطین شد. او در منطقهٔ مرکزی مستقر شد و از بدو ورود با رهبران انقلاب که الحاج محمد در رأس آنان قرار داشت، تماس گرفت. وی در خصوص وضعیت انقلاب و چگونگی تنظیم امور آن با آنان گفتگو کرد و فرماندهی منطقهٔ دوم، مهم‌ترین منطقهٔ انقلاب، واقع در مثلث در مرکز فلسطین به او محول شد.
الحاج محمد با فرماندهی کل جدید به ریاست فوزی القاوقجی به مبارزهٔ خود ادامه داد و در این مدت نیز در تمام جنگ‌هایی که انجام داد، پیروز شد. مهم‌ترین آنها عبارت‌اند از: نبرد نابلس (۲۴ سپتامبر ۱۹۳۶)، نبرد بلعا (۲۵ سپتامبر ۱۹۳۶) و نبردهای جبع و دیر شرف. مقامات قیمومت تعقیب او را تشدید کردند، برای دستگیری او پاداش مالی زیادی در نظر گرفتند و خانهٔ او را منفجر کردند. زمانی که القاوقجی در اواخر اکتبر ۱۹۳۶، پس از فراخوان شاهان و روسای جمهور عرب در دوازدهم آن ماه، فلسطین را ترک کرد، رهبری کلی انقلاب به عنوان جانشین وی به الحاج رحیم سپرده شد. سپس مسیر انقلاب متوقف شد و الحاج محمد در نوامبر به دمشق پناه برد و با رهبران انقلاب که به آنجا آمده بودند، فعالیت ملی خود را از سر گرفت. وی روستای قرنایل لبنان را به عنوان محلی برای جمع‌آوری سلاح و ارسال آن به فلسطین انتخاب کرد. این فعالیت‌ها در تداوم مقاومت تا وقوع مجدد انقلاب در اکتبر ۱۹۳۷ تأثیر داشت.
عبدالرحیم الحاج محمد در رأس تعدادی از مبارزان از دمشق به فلسطین بازگشت و روستای النزلة الشرقیه در شهرستان طولکرم را به عنوان مقر مؤقت رهبری انقلاب گزید. در اوایل سال ۱۹۳۸ دوباره تشکیلات انقلاب تکمیل شد و دسته‌ها، فرماندهی‌های منطقه و فرماندهی کل سازماندهی شدند. عبدالرحیم الحاج محمد علاوه بر فرماندهی عمومی، فرماندهی منطقهٔ مثلث را با کمک تعدادی از رهبران انقلابی از جمله ابودُرّه، محمد الصالح و عارف عبدالرازق بر عهده گرفت. او همچنین تعدادی مشاور جوان و تحصیلکرده از جمله شاعر عبدالرحیم محمود، ممدوح السخن، منشی شخصی خود و احمد جمیل را منصوب کرد.
در این دوره انقلابیان به رهبری عبدالرحیم الحاج محمد نبردهای سختی انجام دادند و خسارات سنگینی به نیروهای بریتانیایی وارد کردند. از جمله نبرد بین امرین که در آن عبدالرحیم مجروح شد و جنگ دیر غسانه (۲۰ سپتامبر ۱۹۳۸) زمانی که رهبران انقلاب در حال برگزاری کنفرانسی برای بررسی شرایط انقلاب بودند و در آن محمد الصالح کشته شد. در اوایل سال ۱۹۳۹ به دمشق سفر کرد و با محمد امین الحسینی ملاقات کرد. با او در مورد وضعیت انقلاب و نیاز آن به سلاح و کمک صحبت کرد.

## مرگ و میراث
در ۲۶ مارس ۱۹۳۹ با جمعی از دوستانش به فلسطین بازگشت و برای گذراندن شب در روستای صانور، جنین توقف کردند. مقامات قیمومت از حضور آنها در آنجا مطلع شدند، بنابراین یک نیروی نظامی بزرگ را فرستادند که در صبح روز ۲۷ مارس به آنها حمله کردند. عبدالرحیم الحاج محمد در این نبرد، خود را با نیروی جنگی نابرابر دید که او نیز مانند برخی از یارانش کشته شد و به عنوان «شهید» گرامی داشته می‌شوند. مقامات قیمومت جسد او را مخفیانه در صانور دفن کردند، اما انقلابیون جسد را پس گرفتند و به ذنابّه، زادگاهش منتقل کردند و در آنجا دوباره دفن کردند.
جفری مورتون، فرماندهٔ نیروهای بریتانیایی که به صانور یورش بردند، در خاطرات خود دربارهٔ الحاج محمد می‌نویسد که به محض اینکه خبر «شهادت» او در کشور پخش شد، «دکان‌ها در سوگ مردی که بسیار مورد احترام بود، بسته شد». وی افزود زمانی که این خبر پخش شد، تعدادی از مقامات بریتانیا از جمله ژنرال هاینینگ، فرمانده کل نیروها در فلسطین، لرد گورت، رئیس سابق ستاد ارتش امپراتوری که کمیساریای عالی فلسطین شد و ژنرال مونتگومری، برای اطلاع از جزئیات حادثه آمدند.
او وابستگی سیاسی مشخصی نداشت، اما برخی منابع حاکی از آن است که وی ضد کمونیست بود، از شرکت آنان در هر گونه جنگ خودداری کرد و آنها را تهدیدی برای آرمان فلسطین می‌دانست.

## دیدگاه‌ها و جایگاهش
عبدالرحیم الحاج محمد به عنوان یک رهبر انقلابی فلسطینی توصیف می‌شود که توانست انقلاب فلسطین را در دوران سختی با موفقیت رهبری کند و امور داخلی و اداری آن را سامان دهد.
وی معتقد به مبارزه مسلحانه برای آزادی فلسطین و رسیدن به استقلال بود. از این رو با کسانی که با دولت بریتانیا تماس می‌گرفتند و با مهاجرت رهبران فلسطینی به کشورهای عربی همسایه مخالفت می‌کرد. وی همچنین معتقد بود که اقدام واقعی انقلابی در مبارزه با دشمن در خاک میهن و جلوگیری از استقرار آن در این سرزمین عربی جای می‌گیرد. از این رو نسبت به دلالان املاک و کسانی که زمین‌های خود را به شهرک‌نشینان صهیونیست می‌فروختند، هشدار داد و اقدامات بازدارنده‌ای انجام داد.
او دادگاه انقلاب عربی برای فلسطین را به ریاست عبدالقادر الیوسف عبدالهادی تشکیل داد. پرداخت بدهی کشاورزان به طلبکاران را به دلیل شدت بحران اقتصادی آن زمان به حالت تعلیق درآورد و در برابر کسانی که با دشمن همکاری می‌کردند موضع قاطعانه‌ای اتخاذ کرد و کشتار اسرای دشمن را ممنوع کرد.

## زندگی شخصی
او ازدواج کرد و صاحب چهار فرزند شد. کُنیه‌اش ابوکمال بود. او به صداقت، عدالت، اخلاق عالی، ادب و امانت مشهور بود، به همین دلیل محبوبیت داشت و مردم برای حل مشکلات خود به او مراجعه می‌کردند. بیانیه‌ها و نامه‌های خود را با عنوان «مجاهد صغیر» یا «خادم دین و دیار خود» امضا می‌کرد و آن‌ها را از «دیوان انقلاب کبیر عرب در فلسطین» صادر می‌کرد. این امر همچنین در بیانیه‌ها و تصمیمات سیاسی که او صادر کرده یا در امضای آن شرکت کرده است، از جمله پاسخ ردیّه به بیانیه دولت بریتانیا پس از گزارش کمیتهٔ وودهد در ۳ ژانویه ۱۹۳۸، به وضوح مشهود است. این پاسخ به نام انقلاب صادر شد و به امضای پنج تن از رهبران فلسطینی رسید که یکی از آنها عبدالرحیم الحاج محمد بود.